# Bruno Castellino
Bruno Castellino (Cremona, 28 agosto 1924 – Milano, 5 novembre 2001) è stato un giornalista italiano.

## Biografia

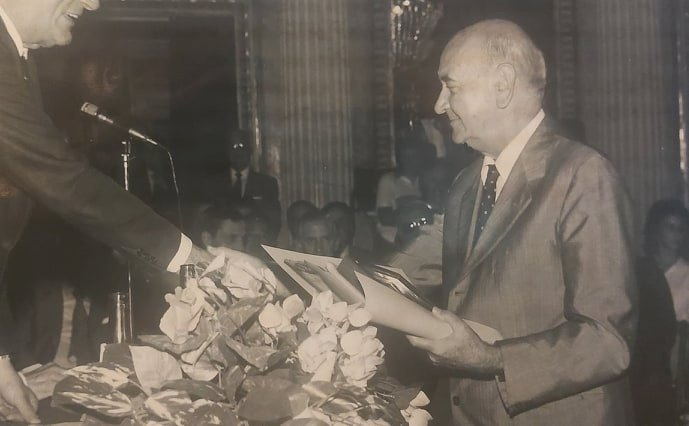
Bruno Castellino - Premiazione per i CINQUANTANNI DI GIORNALISMO - Circolo della Stampa Milano

Bolognese di vocazione, oltre che di necessità: infatti, nel 1934, il padre, Matteo Giuseppe, maresciallo di Pubblica Sicurezza, è costretto a spostare il suo nucleo familiare nella città di Bologna, l'ultimo dei trasferimenti che il regime fascista gli impone, come irriducibile monarchico. È in questa città infatti che il Castellino termina la sua formazione scolastica, iniziando la sua avventura giornalistica come praticante presso Il Resto del Carlino, all'età di soli 16 anni. Raggiunge quindi il traguardo di professionista già a 20, ma deve attendere il giorno del ventunesimo compleanno per ricevere ufficialmente il tesserino dell'Ordine. Redattore, fra le diverse testate con cui collabora, anche del Corriere Emiliano e del Secolo d'Italia. Nel 1953, appena sposatosi, si trasferisce dalla Città delle Due Torri a Milano, dove lavora come inviato per il Corriere Lombardo, iniziando a seguire da vicino i più importanti processi degli anni '50 (come quello di Ghiani - Fenaroli).
Nel 1960, riceve al Quirinale il Premio Saint-Vincent per il giornalismo. Al Corriere Lombardo ottiene la carica di capocronista, mansione che svolgerà successivamente anche presso il quotidiano La Notte di Nino Nutrizio (dopo la fusione col "Lombardo" - 1966), dove sarà promotore di numerose iniziative prestigiose e di grande successo, come I Gentiluomini della Strada. Autore, insieme a Leonida Villani, del trittico Ciascuno ha la sua Luna (1961) Canesi Editore.